# 성악

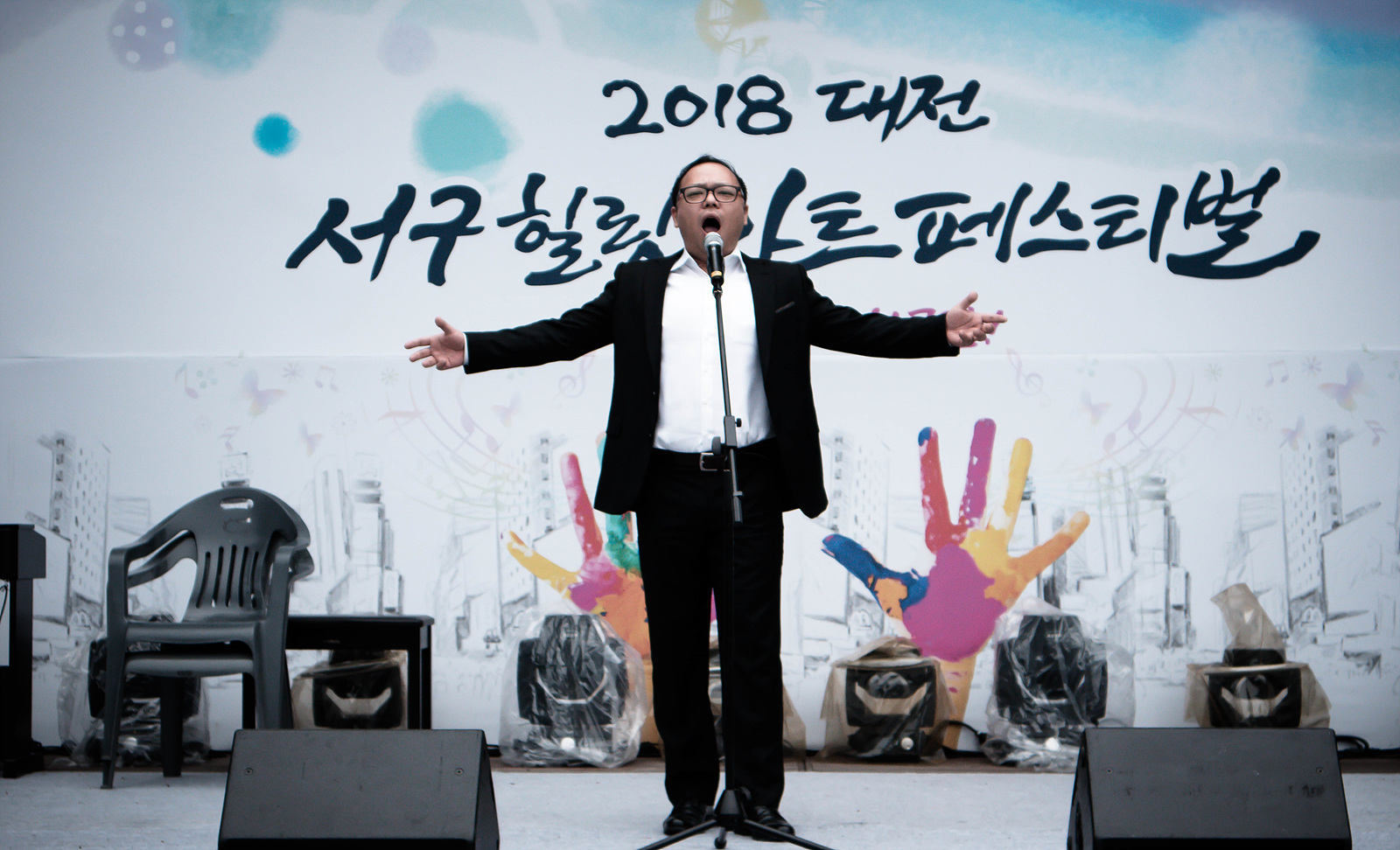
대전시 성악독창

성악(聲樂)은 사람의 목소리로 나타내는 음악의 총칭이다.

## 기악과 성악
음악은 사람의 목소리로 나타내는 성악과 악기로 나타내는 기악으로 크게 나눌 수 있다. 16세기 이전의 음악은 성악이 그 중심이었고, 17세기 이후의 바로크기(期)에 이르러서도 대체로 성악과 기악은 양적으로 동등하였다. 기악이 성악을 능가하게 된 것은 18세기 후반부터이며, 현대까지도 그 경향이 강하다.

## 발전 및 구분
성악은 종교음악과 세속음악으로 구별할 수 있다. 세속음악이란 종교음악 이외의 전부를 말하는 것이나, 고대에서는 음악과 종교의 관계가 밀접하여 순수한 세속음악은 존재하지 않았다고 여겨진다. 기원후 기독교의 세력이 강해짐에 따라 종교음악은 교회음악으로 체계화되고 조직화되었지만, 세속음악은 소박한 연가나 지방적인 춤곡 형태로 남았다.
종교음악에 대하여 세속음악이 명확한 존재를 주장하게 되는 것은, 중세 중엽 이후 미네젱거나 트루바두르라고 하는 음유시인(吟遊詩人)들이 서사시적 전설이나 일상적인 희로애락을 노래 또는 이야기로 전하게 되면서부터이다. 바로크기 이후 기악의 대두가 현저하였고, 성악을 능가하면서 오늘에 이르렀으며, 이 경향은 세속음악에서 현저하였는데 특히 낭만파 이후에는 종교음악과 세속음악의 구별도 재차 불명료해지고 있다.
성악으로 된 종교음악에는 오라토리오·미사곡·수난곡 등의 종류가 있으며, 마찬가지로 세속음악에는 오페라·가곡·민요 등이 있다.

## 연주 형태
성악은 독창(솔로)과 2인 이상에서 8 ~ 10인까지의 중창(앙상블), 그 이상이 많은 사람으로 되는 합창(코러스)으로 대별되는데, 이들은 제 나름의 특색과 매력을 가지고 있다.
- 독창은 독창자의 개성에 매력의 초점이 있다. 즉, 목소리의 음빛깔, 성량, 그것들을 구사하는 기교, 그리고 종합적인 창법의 교묘함 등이다. 그러므로, 독창곡은 화성적이라기보다 선율적이며, 반주는 노래를 돋보이게 분위기를 조성하도록 만들어진다. 따라서 중창이나 합창에 비해 당연히 가사의 중요도가 높다.
- 중창은 음빛깔과 더불어 하모니(화성)의 색조가 큰 매력이다. 2중창으로부터 상당히 다성부의 중창까지 여러 성종의 조합이 가능하고, 다시 음빛깔, 화음과 더불어 각양각색의 변화를 얻을 수 있다. 그리고 다성부의 중창으로는 상당히 다이내믹한 표현이나, 복잡한 푸가나 카논 등 폴리포닉(다성음악적)한 악곡의 연주가 가능해진다.
- 합창의 매력은 많은 인원수에 의한 역동적인 박력이라 할 수 있다. 인원수가 많은 혼성합창은 관현악과도 필적되는 역동성과 표현의 다양성을 갖추고 있다. 또 파이프오르간과 같은 두께가 있는 화음은 교회적인 분위기를 자아내는 데 알맞으며 예로부터 종교음악에서 합창은 뺄 수 없는 것이었다. 중창과 마찬가지로 폴리포닉한 표현에도 뛰어나다.

독창·중창·합창이 합하여지고 이에 관현악이 가담하면 오페라라고 하는 종합무대예술이 가능해진다.

## 같이 보기
- 합창
- 보컬로이드